# Jennings County
Jennings County ist ein County im Bundesstaat Indiana der Vereinigten Staaten. Der Verwaltungssitz (County Seat) ist Vernon.

## Geographie
Das County liegt im Südosten von Indiana, ist etwa 40 km von Kentucky entfernt und hat eine Fläche von 980 Quadratkilometern, wovon drei Quadratkilometer Wasserfläche sind. Es grenzt im Uhrzeigersinn an folgende Countys: Decatur County, Ripley County, Jefferson County, Scott County, Jackson County und Bartholomew County.

## Geschichte
Jennings County wurde am 27. Dezember 1816 aus Teilen des Jackson County und des Jefferson County gebildet. Benannt wurde es nach Jonathan Jennings, dem ersten Gouverneur von Indiana.
7 Bauwerke und Stätten des Countys sind im National Register of Historic Places eingetragen (Stand 2. September 2017).

## Demografische Daten

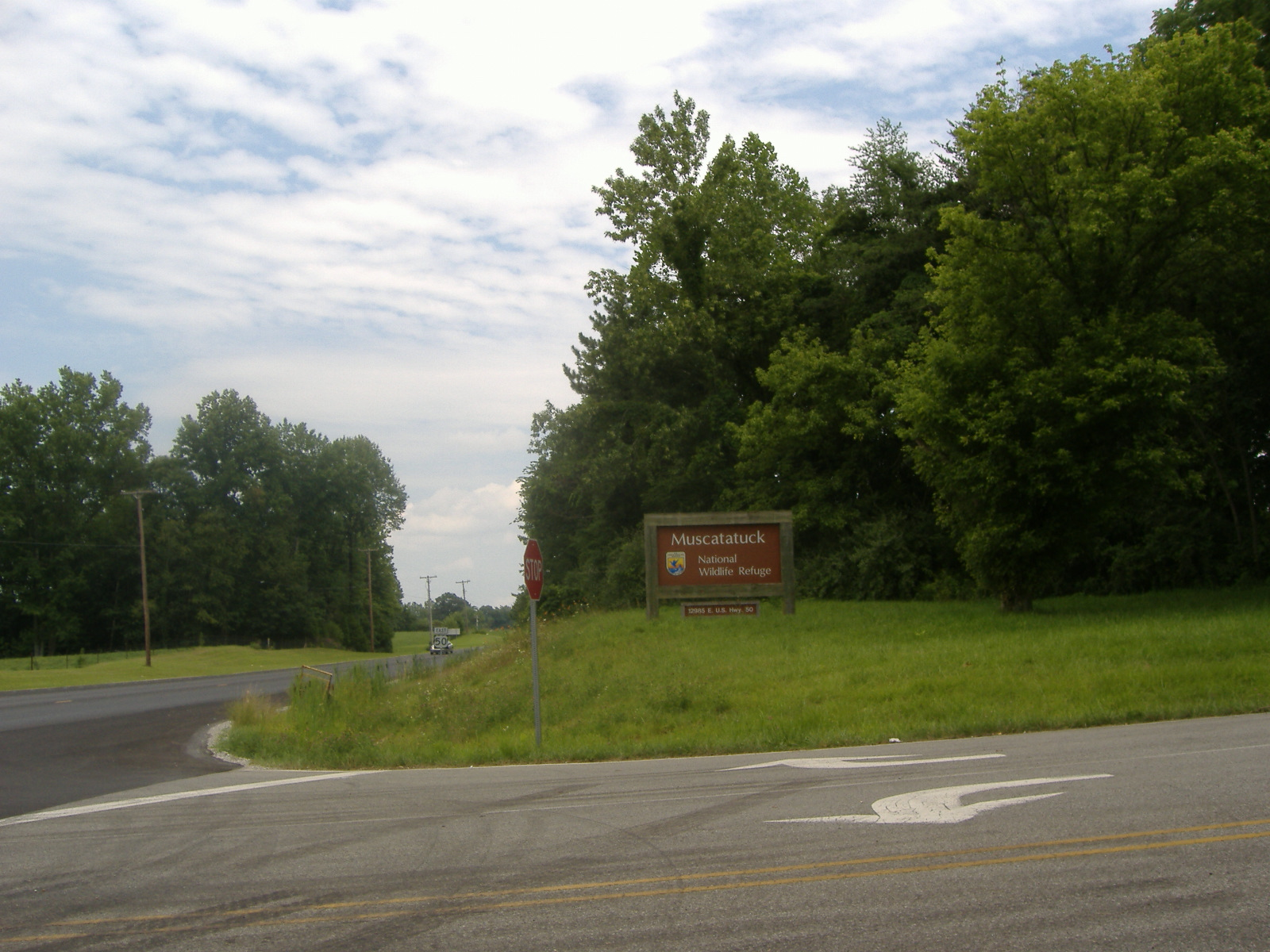
Das Muscatatuck National Wildlife Refuge

Nach der Volkszählung im Jahr 2000 lebten im Jennings County 27.554 Menschen in 10.134 Haushalten und 7.600 Familien. Die Bevölkerungsdichte betrug 28 Einwohner pro Quadratkilometer. Ethnisch betrachtet setzte sich die Bevölkerung zusammen aus 97,45 Prozent Weißen, 0,75 Prozent Afroamerikanern, 0,21 Prozent amerikanischen Ureinwohnern, 0,26 Prozent Asiaten und 0,21 Prozent aus anderen ethnischen Gruppen; 1,11 Prozent stammten von zwei oder mehr Ethnien ab. 0,70 Prozent der Bevölkerung waren spanischer oder lateinamerikanischer Abstammung.
Von den 10.134 Haushalten hatten 36,4 Prozent Kinder unter 18 Jahre, die mit ihnen im Haushalt lebten. 60,7 Prozent waren verheiratete, zusammenlebende Paare, 9,5 Prozent waren allein erziehende Mütter und 25,0 Prozent waren keine Familien. 20,6 Prozent waren Singlehaushalte und in 8,2 Prozent lebten Menschen mit 65 Jahren oder darüber. Die Durchschnittshaushaltsgröße betrug 2,67 und die durchschnittliche Familiengröße lag bei 3,07 Personen.
27,7 Prozent der Bevölkerung waren unter 18 Jahre alt, 8,2 Prozent zwischen 18 und 24, 30,4 Prozent zwischen 25 und 44 Jahre. 23,0 Prozent zwischen 45 und 64 und 10,7 Prozent waren 65 Jahre alt oder älter. Das Durchschnittsalter betrug 35 Jahre. Auf 100 weibliche Personen kamen 98,8 männliche Personen. Auf 100 Frauen im Alter von 18 Jahren und darüber kamen 96,9 Männer.
Das jährliche Durchschnittseinkommen eines Haushalts betrug 39.402 USD, das Durchschnittseinkommen der Familien 42.519 USD. Männer hatten ein Durchschnittseinkommen von 30.377 USD, Frauen 21.023 USD. Das Prokopfeinkommen betrug 17.059 USD. 6,0 Prozent der Familien und 9,2 Prozent der Bevölkerung lebten unterhalb der Armutsgrenze.

## Orte im County
- Brewersville
- Butlerville
- Commiskey
- Four Corners
- Grayford
- Hayden
- Hilltown
- Lovett
- Nebraska
- North Vernon
- Paris
- Paris Crossing
- Queensville
- San Jacinto
- Scipio
- Vernon
- Walnut Ridge
- Zenas

Townships
- Bigger Township
- Campbell Township
- Center Township
- Columbia Township
- Geneva Township
- Lovett Township
- Marion Township
- Montgomery Township
- Sand Creek Township
- Spencer Township
- Vernon Township